# Bakeetje

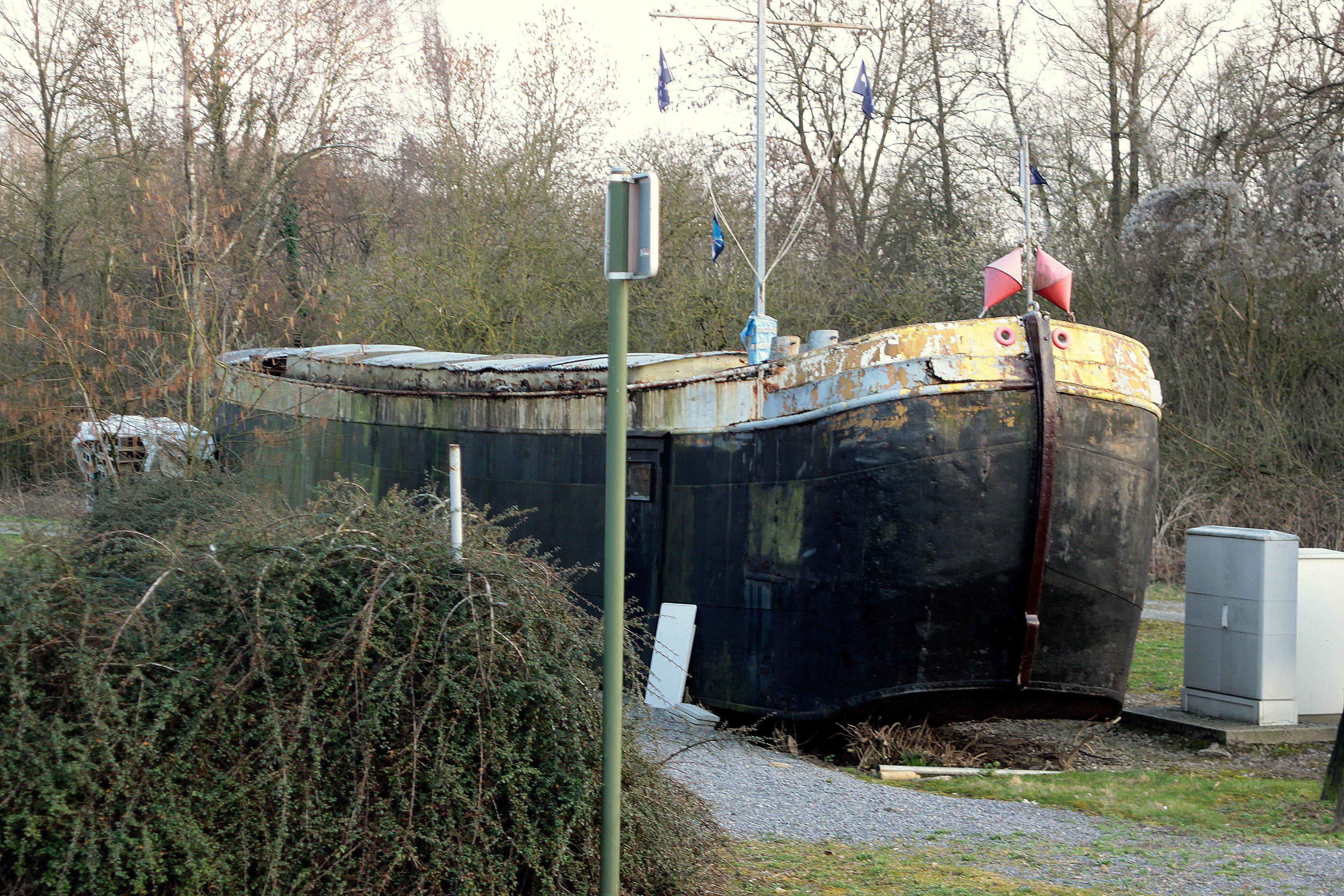
Baquet de Charleroi

Het bakeetje, of in Frans: baquet de Charleroi, is een historisch scheepstype ontworpen door ingenieur Jean-Baptiste Vifquain. De schuit was speciaal bedoeld voor het vervoer van steenkool op het kanaal Charleroi-Brussel. Het was zo’n 19 meter lang en 2,6 meter breed en specifiek aangepast voor de afmetingen van het kanaal, de sluizen en scheepstunnel.
Ingenieur Jean-Baptiste Vifquain was verantwoordelijk voor de bouw van het kanaal Charleroi-Brussel. Koning Willem I (1772-1843) had hiertoe opdracht gegeven om het transport van steenkool uit de bekkens van Charleroi naar Brussel en andere Belgische steden te vergemakkelijken.
Met de bouw van het kanaal werd gestart in 1827 en in 1832 was het gereed. Door de bijzondere ligging, op het hoogste punt van het traject, was de toevoer van voldoende water een groot probleem. Bij het schutten van schepen stroomde veel water naar lagergelegen delen van het kanaal, waardoor er in het bovenste kanaalpand een watertekort kon ontstaan. De sluizen hadden als binnenmaten: 21,4 meter lang x 2,7 meter breed x 2 meter diep.
De schepen werden hierop aangepast met een gunstige verhouding tussen buitenmaten en laadvermogen. De vrachtschepen kregen een vierkant aanzicht: ze waren ongeveer net zo breed als hoog. Deze combinatie maakte het transport tot maximaal zo’n 70 ton steenkool mogelijk. De diepgang was 1,9 meter. Het schip kreeg geen bovenbouw, de lage bruggen op het kanaal maakten een kajuit niet mogelijk. Het schip kreeg ook als bijnaam de Klomp vanwege het plompe aanzicht. De bakeetjes werden veelal getrokken door mensen of paarden op het jaagpad naast het kanaal. De smalle vaartuigen waren erg instabiel en in ongeladen toestand voeren ze meestal twee aan twee. Het heeft een klein roer en was moeilijk bestuurbaar. Een groter roer was onmogelijk want de sluizen lieten dit niet toe, zelfs het kleine roer moest al volledig dwars staan om te versassen.
Tussen 1830 en 1920 zijn er duizenden exemplaren van gebouwd, aanvankelijk van hout, maar later ook van metaal. Van dit historische scheepstype zijn slechts enkele exemplaren bewaard gebleven.